# Złota Palma
Złota Palma (fr. Palme d’Or) – nagroda filmowa przyznawana przez jury konkursu głównego na Międzynarodowym Festiwalu Filmowym w Cannes dla najlepszego filmu sekcji konkursowej. Przyznawana od 1939, jest jedną z najstarszych i najbardziej prestiżowych nagród filmowych na świecie. Przez krytyków uznawana jest za filmowy odpowiednik literackiej Nagrody Nobla.

## Historia nagrody
W latach 1939–1954 oraz 1964–1974 funkcjonowała pod pierwotną nazwą Wielka Nagroda Festiwalu (fr. Grand prix du festival). W niektórych edycjach festiwalu nagradzano więcej niż jeden film.

## Statystyki

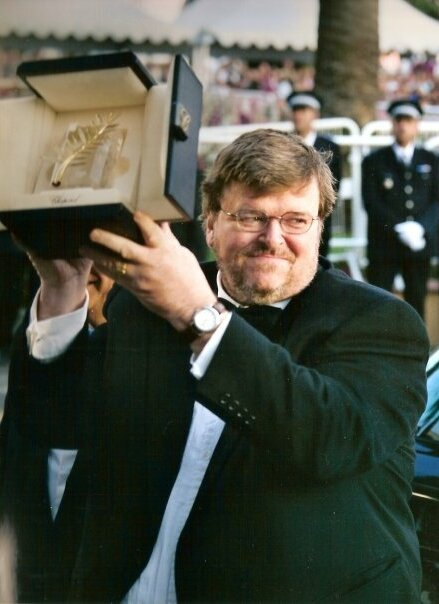
Amerykanin Michael Moore ze Złotą Palmą za film dokumentalny Fahrenheit 9/11 (2004).

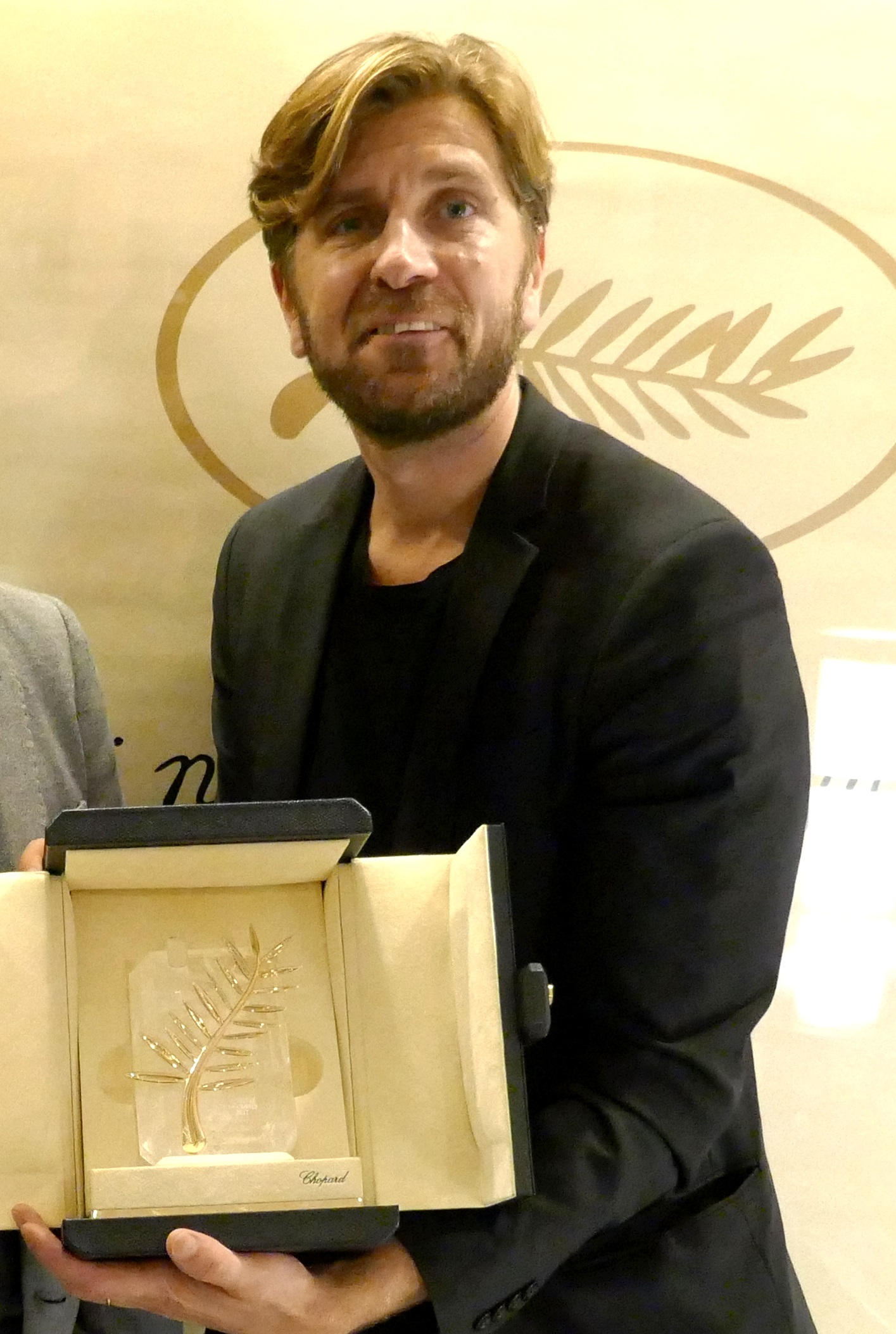
Szwed Ruben Östlund ze Złotą Palmą za film The Square (2017).

Najwięcej filmów wyróżnionych Złotą Palmą pochodziło ze Stanów Zjednoczonych (aż 23). Jedynymi nagrodzonymi filmami wyreżyserowanymi przez kobiety były: Czerwone łąki (1945) Bodil Ipsen, Fortepian (1993) Jane Campion, Titane (2021) Julii Ducournau i Anatomia upadku (2023) Justine Triet. Dwukrotnie Złotą Palmę przyznano filmom dokumentalnym – były to Świat milczenia (1956) Jacques-Yves’a Cousteau i Louisa Malle’a oraz Fahrenheit 9/11 (2004) Michaela Moore’a.
Jak dotychczas dziewięciokrotnie przyznano Złotą Palmę dwa razy dla tego samego reżysera. Do elitarnego grona podwójnych zwycięzców należą w kolejności alfabetycznej:
- Duńczyk Bille August – nagrody za filmy Pelle zwycięzca (1988) i Dobre chęci (1992)
- Amerykanin Francis Ford Coppola – za filmy Rozmowa (1974) i Czas apokalipsy (1979)
- Belgowie Jean-Pierre i Luc Dardenne – za filmy Rosetta (1999) i Dziecko (2005)
- Austriak Michael Haneke – za filmy Biała wstążka (2009) i Miłość (2012)
- Japończyk Shōhei Imamura – za filmy Ballada o Narayamie (1983) i Węgorz (1997)
- Serb Emir Kusturica – za filmy Ojciec w podróży służbowej (1985) i Underground (1995)
- Anglik Ken Loach – za filmy Wiatr buszujący w jęczmieniu (2006) i Ja, Daniel Blake (2016)
- Szwed Ruben Östlund – za filmy The Square (2017) i W trójkącie (2022)
- Szwed Alf Sjöberg – za filmy Skandal (1946) i Panna Julia (1951)

Dwukrotnie otrzymali tę nagrodę polscy twórcy filmowi: Andrzej Wajda za Człowieka z żelaza (1981) i Roman Polański za Pianistę (2002).
Zestawienie państw, których filmy zdobyły Złotą Palmę lub analogiczną Wielką Nagrodę Festiwalu (Grand prix du festival), przyznawaną w latach 1939–1954 oraz 1964–1974 (stan na wrzesień 2024), przedstawia się następująco:
| Państwo           | Złota Palma | Wielka Nagroda | Łącznie |
| ----------------- | ----------- | -------------- | ------- |
| Stany Zjednoczone | 14          | 9              | 23      |
| Francja           | 9           | 6              | 15      |
| Wielka Brytania   | 4           | 7              | 11      |
| Włochy            | 5           | 6              | 11      |
| Japonia           | 4           | 1              | 5       |
| Szwecja           | 3           | 2              | 5       |
| Dania             | 2           | 1              | 3       |
| Austria           | 2           |                | 2       |
| Belgia            | 2           |                | 2       |
| Jugosławia        | 2           |                | 2       |
| Polska            | 2           |                | 2       |
| RFN               | 2           |                | 2       |
| Turcja            | 2           |                | 2       |
| ZSRR              | 1           | 1              | 2       |
| Algieria          | 1           |                | 1       |
| Brazylia          | 1           |                | 1       |
| Chiny             | 1           |                | 1       |
| Czechosłowacja    |             | 1              | 1       |
| Grecja            | 1           |                | 1       |
| Hiszpania         | 1           |                | 1       |
| Indie             |             | 1              | 1       |
| Iran              | 1           |                | 1       |
| Korea Południowa  | 1           |                | 1       |
| Meksyk            |             | 1              | 1       |
| Nowa Zelandia     | 1           |                | 1       |
| Rumunia           | 1           |                | 1       |
| Szwajcaria        |             | 1              | 1       |
| Tajlandia         | 1           |                | 1       |

## Laureaci Złotej Palmy
| Rok        | Film | Reżyseria                                                   | Kraj pochodzenia                                            |
| ---------- | --- | ----------------------------------------------------------- | ----------------------------------------------------------- |
| 1939       | Union Pacific                                                                                               | Cecil B. DeMille                                            | Stany Zjednoczone*                                          |
| 1940- 1945 | Festiwal nie odbył się.                                                                                     | Festiwal nie odbył się.                                     | Festiwal nie odbył się.                                     |
| 1946       | Spotkanie (Brief Encounter)                                                                                 | David Lean                                                  | Wielka Brytania*                                            |
| 1946       | Skandal (Hets)                                                                                              | Alf Sjöberg                                                 | Szwecja*                                                    |
| 1946       | Ostatnia szansa (Die letzte Chance)                                                                         | Leopold Lindtberg                                           | Szwajcaria*                                                 |
| 1946       | Stracony weekend (The Lost Weekend)                                                                         | Billy Wilder                                                | Stany Zjednoczone                                           |
| 1946       | Maria Candelaria (María Candelaria)                                                                         | Emilio Fernández                                            | Meksyk*                                                     |
| 1946       | Ludzie bez skrzydeł (Muži bez křídel)                                                                       | František Čáp                                               | Czechosłowacja*                                             |
| 1946       | Miasto na dole (नीचा नगर / Neecha Nagar)                                                                      | Chetan Anand                                                | Indie*                                                      |
| 1946       | Czerwone łąki (De røde enge)                                                                                | Bodil Ipsen i Lau Lauritzen młodszy                         | Dania*                                                      |
| 1946       | Rzym, miasto otwarte (Roma, città aperta)                                                                   | Roberto Rossellini                                          | Włochy*                                                     |
| 1946       | Symfonia pastoralna (La symphonie pastorale)                                                                | Jean Delannoy                                               | Francja*                                                    |
| 1946       | Wielki przełom (Великий перелом / Wielikij pieriełom)                                                       | Fridrich Ermler                                             | ZSRR*                                                       |
| 1947       | Antoni i Antonina (Antoine et Antoinette)                                                                   | Jacques Becker                                              | Francja                                                     |
| 1947       | Krzyżowy ogień (Crossfire)                                                                                  | Edward Dmytryk                                              | Stany Zjednoczone                                           |
| 1947       | Dumbo | Ben Sharpsteen                                              | Stany Zjednoczone                                           |
| 1947       | Potępieńcy (Les maudits)                                                                                    | René Clément                                                | Francja                                                     |
| 1947       | Rewia na Broadwayu (Ziegfeld Follies)                                                                       | Vincente Minnelli                                           | Stany Zjednoczone                                           |
| 1948       | Festiwal nie odbył się.                                                                                     | Festiwal nie odbył się.                                     | Festiwal nie odbył się.                                     |
| 1949       | Trzeci człowiek (The Third Man)                                                                             | Carol Reed                                                  | Wielka Brytania                                             |
| 1950       | Festiwal nie odbył się.                                                                                     | Festiwal nie odbył się.                                     | Festiwal nie odbył się.                                     |
| 1951       | Panna Julia (Fröken Julie)                                                                                  | Alf Sjöberg                                                 | Szwecja                                                     |
| 1951       | Cud w Mediolanie (Miracolo a Milano)                                                                        | Vittorio De Sica                                            | Włochy                                                      |
| 1952       | Nadziei za dwa grosze (Due soldi di speranza)                                                               | Renato Castellani                                           | Włochy                                                      |
| 1952       | Otello (The Tragedy of Othello: The Moor of Venice)                                                         | Orson Welles                                                | Stany Zjednoczone                                           |
| 1953       | Cena strachu (Le salaire de la peur)                                                                        | Henri-Georges Clouzot                                       | Francja                                                     |
| 1954       | Wrota piekieł (地獄門 / Jigokumon)                                                                          | Teinosuke Kinugasa                                          | Japonia*                                                    |
| 1955       | Marty | Delbert Mann                                                | Stany Zjednoczone                                           |
| 1956       | Świat milczenia (Le monde du silence)                                                                       | Jacques-Yves Cousteau i Louis Malle                         | Francja                                                     |
| 1957       | Przyjacielska perswazja (Friendly Persuasion)                                                               | William Wyler                                               | Stany Zjednoczone                                           |
| 1958       | Lecą żurawie (Летят журавли / Lietiat żurawli)                                                              | Michaił Kałatozow                                           | ZSRR                                                        |
| 1959       | Czarny Orfeusz (Orfeu Negro)                                                                                | Marcel Camus                                                | Francja                                                     |
| 1960       | Słodkie życie (La dolce vita)                                                                               | Federico Fellini                                            | Włochy                                                      |
| 1961       | Tak długa nieobecność (Une aussi longue absence)                                                            | Henri Colpi                                                 | Francja                                                     |
| 1961       | Viridiana                                                                                                   | Luis Buñuel                                                 | Hiszpania*                                                  |
| 1962       | Ślubowanie (O Pagador de Promessas)                                                                         | Anselmo Duarte                                              | Brazylia*                                                   |
| 1963       | Lampart (Il gattopardo)                                                                                     | Luchino Visconti                                            | Włochy                                                      |
| 1964       | Parasolki z Cherbourga (Les parapluies de Cherbourg)                                                        | Jacques Demy                                                | Francja                                                     |
| 1965       | Sposób na kobiety (The Knack or How to Get It)                                                              | Richard Lester                                              | Wielka Brytania                                             |
| 1966       | Kobieta i mężczyzna (Un homme et une femme)                                                                 | Claude Lelouch                                              | Francja                                                     |
| 1966       | Panie i panowie (Signore e signori)                                                                         | Pietro Germi                                                | Włochy                                                      |
| 1967       | Powiększenie (Blowup)                                                                                       | Michelangelo Antonioni                                      | Wielka Brytania                                             |
| 1968       | Festiwal odwołany z powodu rozruchów w Paryżu w maju 1968.                                                  | Festiwal odwołany z powodu rozruchów w Paryżu w maju 1968.  | Festiwal odwołany z powodu rozruchów w Paryżu w maju 1968.  |
| 1969       | Jeżeli... (If...)                                                                                           | Lindsay Anderson                                            | Wielka Brytania                                             |
| 1970       | MASH | Robert Altman                                               | Stany Zjednoczone                                           |
| 1971       | Posłaniec (The Go-Between)                                                                                  | Joseph Losey                                                | Wielka Brytania                                             |
| 1972       | Sprawa Mattei (Il caso Mattei)                                                                              | Francesco Rosi                                              | Włochy                                                      |
| 1972       | Klasa robotnicza idzie do raju (La classe operaia va in paradiso)                                           | Elio Petri                                                  | Włochy                                                      |
| 1973       | Najemnik (The Hireling)                                                                                     | Alan Bridges                                                | Wielka Brytania                                             |
| 1973       | Strach na wróble (Scarecrow)                                                                                | Jerry Schatzberg                                            | Stany Zjednoczone                                           |
| 1974       | Rozmowa (The Conversation)                                                                                  | Francis Ford Coppola                                        | Stany Zjednoczone                                           |
| 1975       | Kronika lat pożogi (وقائع سنين الجمر / Ahdat sanawovach el-djamr)                                           | Mohammed Lakhdar-Hamina                                     | Algieria*                                                   |
| 1976       | Taksówkarz (Taxi Driver)                                                                                    | Martin Scorsese                                             | Stany Zjednoczone                                           |
| 1977       | We władzy ojca (Padre padrone)                                                                              | Paolo i Vittorio Taviani                                    | Włochy                                                      |
| 1978       | Drzewo na saboty (L'albero degli zoccoli)                                                                   | Ermanno Olmi                                                | Włochy                                                      |
| 1979       | Czas apokalipsy (Apocalypse Now)                                                                            | Francis Ford Coppola                                        | Stany Zjednoczone                                           |
| 1979       | Blaszany bębenek (Die Blechtrommel)                                                                         | Volker Schlöndorff                                          | RFN*                                                        |
| 1980       | Cały ten zgiełk (All That Jazz)                                                                             | Bob Fosse                                                   | Stany Zjednoczone                                           |
| 1980       | Sobowtór (影武者 / Kagemusha)                                                                               | Akira Kurosawa                                              | Japonia                                                     |
| 1981       | Człowiek z żelaza                                                                                           | Andrzej Wajda                                               | Polska*                                                     |
| 1982       | Zaginiony (Missing)                                                                                         | Costa Gavras                                                | Stany Zjednoczone                                           |
| 1982       | Droga (Yol)                                                                                                 | Yılmaz Güney i Şerif Gören                                  | Turcja*                                                     |
| 1983       | Ballada o Narayamie (楢山節考 / Narayama bushiko)                                                           | Shōhei Imamura                                              | Japonia                                                     |
| 1984       | Paryż, Teksas (Paris, Texas)                                                                                | Wim Wenders                                                 | RFN                                                         |
| 1985       | Ojciec w podróży służbowej (Отац на службеном путу / Otac na službenom putu)                                | Emir Kusturica                                              | Jugosławia*                                                 |
| 1986       | Misja (The Mission)                                                                                         | Roland Joffé                                                | Wielka Brytania                                             |
| 1987       | Pod słońcem szatana (Sous le soleil de Satan)                                                               | Maurice Pialat                                              | Francja                                                     |
| 1988       | Pelle zwycięzca (Pelle erobreren)                                                                           | Bille August                                                | Dania                                                       |
| 1989       | Seks, kłamstwa i kasety wideo (Sex, Lies, and Videotape)                                                    | Steven Soderbergh                                           | Stany Zjednoczone                                           |
| 1990       | Dzikość serca (Wild at Heart)                                                                               | David Lynch                                                 | Stany Zjednoczone                                           |
| 1991       | Barton Fink                                                                                                 | Joel i Ethan Coenowie                                       | Stany Zjednoczone                                           |
| 1992       | Dobre chęci (Den goda viljan)                                                                               | Bille August                                                | Szwecja                                                     |
| 1993       | Żegnaj, moja konkubino (霸王別姬 / Ba wang bie ji)                                                          | Chen Kaige                                                  | Chiny*                                                      |
| 1993       | Fortepian (The Piano)                                                                                       | Jane Campion                                                | Nowa Zelandia*                                              |
| 1994       | Pulp Fiction                                                                                                | Quentin Tarantino                                           | Stany Zjednoczone                                           |
| 1995       | Underground (Подземље / Podzemlje)                                                                          | Emir Kusturica                                              | Jugosławia                                                  |
| 1996       | Sekrety i kłamstwa (Secrets & Lies)                                                                         | Mike Leigh                                                  | Wielka Brytania                                             |
| 1997       | Smak wiśni (طعم گيلاس / Ta'm e guilass)                                                                     | Abbas Kiarostami                                            | Iran*                                                       |
| 1997       | Węgorz (うなぎ / Unagi)                                                                                     | Shōhei Imamura                                              | Japonia                                                     |
| 1998       | Wieczność i jeden dzień (Μια αιωνιότητα και μια μέρα / Mia aioniotita kai mia mera)                         | Teo Angelopoulos                                            | Grecja*                                                     |
| 1999       | Rosetta | Jean-Pierre i Luc Dardenne                                  | Belgia*                                                     |
| 2000       | Tańcząc w ciemnościach (Dancer in the Dark)                                                                 | Lars von Trier                                              | Dania                                                       |
| 2001       | Pokój syna (La stanza del figlio)                                                                           | Nanni Moretti                                               | Włochy                                                      |
| 2002       | Pianista (The Pianist)                                                                                      | Roman Polański                                              | Polska                                                      |
| 2003       | Słoń (Elephant)                                                                                             | Gus Van Sant                                                | Stany Zjednoczone                                           |
| 2004       | Fahrenheit 9/11                                                                                             | Michael Moore                                               | Stany Zjednoczone                                           |
| 2005       | Dziecko (L'enfant)                                                                                          | Jean-Pierre i Luc Dardenne                                  | Belgia                                                      |
| 2006       | Wiatr buszujący w jęczmieniu (The Wind That Shakes the Barley)                                              | Ken Loach                                                   | Wielka Brytania                                             |
| 2007       | 4 miesiące, 3 tygodnie i 2 dni (4 luni, 3 săptămâni și 2 zile)                                              | Cristian Mungiu                                             | Rumunia*                                                    |
| 2008       | Klasa (Entre les murs)                                                                                      | Laurent Cantet                                              | Francja                                                     |
| 2009       | Biała wstążka (Das weiße Band - Eine deutsche Kindergeschichte)                                             | Michael Haneke                                              | Austria*                                                    |
| 2010       | Wujek Boonmee, który potrafi przywołać swoje poprzednie wcielenia (ลุงบุญมีระลึกชาติ / Lung Boonmee Raluek Chat) | Apichatpong Weerasethakul                                   | Tajlandia*                                                  |
| 2011       | Drzewo życia (The Tree Of Life)                                                                             | Terrence Malick                                             | Stany Zjednoczone                                           |
| 2012       | Miłość (Amour)                                                                                              | Michael Haneke                                              | Austria                                                     |
| 2013       | Życie Adeli (La vie d'Adèle)                                                                                | Abdellatif Kechiche                                         | Francja                                                     |
| 2014       | Zimowy sen (Kış Uykusu)                                                                                     | Nuri Bilge Ceylan                                           | Turcja                                                      |
| 2015       | Imigranci (Dheepan)                                                                                         | Jacques Audiard                                             | Francja                                                     |
| 2016       | Ja, Daniel Blake (I, Daniel Blake)                                                                          | Ken Loach                                                   | Wielka Brytania                                             |
| 2017       | The Square                                                                                                  | Ruben Östlund                                               | Szwecja                                                     |
| 2018       | Złodziejaszki (万引き家族 / Manbiki kazoku)                                                                 | Hirokazu Koreeda                                            | Japonia                                                     |
| 2019       | Parasite (기생충 / Gisaengchung)                                                                            | Bong Joon-ho                                                | Korea Południowa*                                           |
| 2020       | Festiwal nie odbył się ze względu na pandemię koronawirusa.                                                 | Festiwal nie odbył się ze względu na pandemię koronawirusa. | Festiwal nie odbył się ze względu na pandemię koronawirusa. |
| 2021       | Titane | Julia Ducournau                                             | Francja                                                     |
| 2022       | W trójkącie (Triangle of Sadness)                                                                           | Ruben Östlund                                               | Szwecja                                                     |
| 2023       | Anatomia upadku (Anatomie d'une chute)                                                                      | Justine Triet                                               | Francja                                                     |
| 2024       | Anora | Sean Baker                                                  | Stany Zjednoczone                                           |

*Pierwsza wygrana dla danej kinematografii.